# Androstephium caeruleum
Espèce
Classification APG III (2009)
Androstephium caeruleum est une espèce végétale de la famille des Asparagaceae.
Cette espèce, décrite sous le nom Milla coerulea par Scheele, fut rebaptisée Androstephium coeruleum par Greene en 1890. La graphie valide est cependant Androstephium caeruleum, les autres étant considérées comme synonymes, mais non valides.